# Halász Gyula (újságíró)
Halász Gyula, született Fischer Gyula (Csetény, 1871. szeptember 17. – Brassó, 1969. március 16.) erdélyi magyar szerkesztő, közíró. Ifj. Halász Gyula (Brassaï) és Halász Kálmán apja.

## Életpályája
Székesfehérváron és Budapesten tanult, magyar–francia szakos tanári oklevelet szerzett (1896). Diákkorában gyalog bejárta Erdélyt Brassóig, ahol bevallása szerint „a Cenk mágnesként örökre idevonzotta”. Többször járt Párizsban. 1896-tól negyven éven át Brassóban középiskolai tanár. A Brassói Szemle (később Brassói Hírlap) megalapítója, a lap megszűnése után 1919-től a Brassói Lapok munkatársa 1933-ig, amikor is Brassói Napló címmel új lapot alapít és szerkeszt 1936-ig. Vezércikkeiben a munkásság érdekeit szólaltatja meg. Turista lapok munkatársa, az Erdélyi Kárpát-Egyesület brassói osztályának majd a Brassói Turista Egyesületnek az elnöke; tiszteletére a Nagykőhavas csúcsára vezető fő turistautat 1929-ben Halász Gyula útjának nevezték el (mai neve Családi út).
Budapesten már 1894-ben verseskötete jelent meg (A Szajna partján); gondolatokat fűzött Az ember tragédiájához (könyvalakban Bp. 1922). Romániában megjelent munkái: Petőfi és Béranger (Brassó 1922); Petőfi Sándor élete és halála (Brassó 1922); Petőfi Sándor élete (Hasznos Könyvtár, Brassó 1935); Zajzoni Rab István válogatott versei (szerkesztésében és előszavával, Haladó Hagyományaink 1959); A századik év küszöbén (Emlékek, 1967).

## Művei
- Gondolatok Az Ember tragédiájából; gyűjt. Halász Gyula; Athenaeum, Bp., 1899
- Petőfi Sándor élete és halála; Brassói Lapok, Brassó, 1922
- Petőfi Sándor élete; Ágisz, Brassó, 1935 (Hasznos könyvtár Közművelődési sor)
- Tücsök Miska; Móra, Bp., 1967 (Kispajtások mesekönyve)
- A századik év küszöbén; Irodalmi, Bukarest, 1967

## További irodalom
- Szabó Sámuel: Emlékezés Halász Gyulára. Korunk 1969/10.